# Bulgaria Open 2012
Die Bulgaria Open 2012 im Badminton fanden vom 24. bis zum 27. Mai 2012 in Pasardschik statt. Nachdem die Bulgaria Open 2006 und 2008 zum World Badminton Grand Prix gehörten, fanden sie 2012 erstmals im Rahmen des BE Circuits statt.

## Austragungsort
- Sporthalle Vasil Levsky, Pasardschik

## Sieger und Platzierte
| Disziplin    | Gold                             | Silber                                | Bronze                             |
| ------------ | -------------------------------- | ------------------------------------- | ---------------------------------- |
| Herreneinzel | Tan Chun Seang                   | David Obernosterer                    | Luka Wraber                        |
| Herreneinzel | Tan Chun Seang                   | David Obernosterer                    | Pavel Florián                      |
| Dameneinzel  | Alesia Zaitsava                  | Stefani Stoeva                        | Dimitria Popstoikova               |
| Dameneinzel  | Alesia Zaitsava                  | Stefani Stoeva                        | Sabrina Jaquet                     |
| Herrendoppel | Tan Chun Seang Roman Zirnwald    | Marin Baumann Lucas Corvée            | Gennadiy Natarov Artem Pochtarev   |
| Herrendoppel | Tan Chun Seang Roman Zirnwald    | Marin Baumann Lucas Corvée            | Daniel Graßmück David Obernosterer |
| Damendoppel  | Gabriela Stoeva Stefani Stoeva   | Rumiana Ivanova Dimitria Popstoikova  | Mila Ivanova Mariya Mitsova        |
| Damendoppel  | Gabriela Stoeva Stefani Stoeva   | Rumiana Ivanova Dimitria Popstoikova  | Olga Morozova Viktoriia Vorobeva   |
| Mixed        | Roman Zirnwald Elisabeth Baldauf | Blagovest Kisyov Dimitria Popstoikova | Gennadiy Natarov Yuliya Kazarinova |
| Mixed        | Roman Zirnwald Elisabeth Baldauf | Blagovest Kisyov Dimitria Popstoikova | Alexandr Zinchenko Olga Morozova   |